# Eduard Ströbel
Eduard Ströbel (* 4. Juli 1860 in Leutershausen bei Ansbach; † 31. Januar 1919 in Kempten) war ein deutscher Klassischer Philologe und Gymnasiallehrer.

## Leben
Eduard Ströbel war der Sohn des Tierarztes Theodor Ströbel († 1903), der bis 1900 als Bezirkstierarzt in Uffenheim wirkte. Eduard Ströbel studierte Klassische Philologie an der Universität Erlangen, wo er 1883 zum Dr. phil. promoviert wurde. Nach der Reifeprüfung ging er als Assistent an das Gymnasium in Zweibrücken. Zum 16. April 1888 wurde er als Studienlehrer an das Neue Gymnasium Nürnberg versetzt. Vom 1. August 1897 bis zum 27. November 1899 war er Rektor des Progymnasiums in Nördlingen mit dem Titel und Gehalt eines Gymnasialprofessors. Zum 28. November 1899 wechselte er als Gymnasialprofessor an das Luitpold-Gymnasium in München. Zum 30. Juni 1910 ging er als Konrektor an das Königlich Bayerische Gymnasium Kempten, wo er am 31. Januar 1919 im Alter von 58 Jahren starb.
Ströbels Forschungsschwerpunkt waren die rhetorischen Schriften Ciceros, insbesondere das Jugendwerk De inventione. Ströbel beschäftigte sich jahrzehntelang mit der Überlieferungsgeschichte und Textkritik der Schrift; er beteiligte sich auch an den Vorarbeiten zum Thesaurus Linguae Latinae, indem er lexikalisches Material aus Ciceros rhetorischen Schriften aushob. 1915 erschien Ströbels kritische Ausgabe von De inventione in der großangelegten Teubner-Edition von Ciceros Schriften.
Ströbels wissenschaftlicher Nachlass befindet sich an der Bayerischen Staatsbibliothek.

## Schriften (Auswahl)
- De Ciceronis De oratore librorum codicibus mutilis antiquioribus. Erlangen 1883 (Dissertation)
- Zur Handschriftenkunde und Kritik von Ciceros partitiones oratoriae. Zweibrücken 1887 (Schulprogramm)
- Tulliana. Sprachliche und textkritische Bemerkungen zu Ciceros Jugendwerk de inventione. München 1908 (Schulprogramm)
- Rhetorici libri duo qui vocantur de inventione. Leipzig 1915. Nachdrucke Stuttgart 1965, 1977 (M. Tullius Cicero: Scripta quae manserunt omnia 2)